# Правно-информационна система
Правно-информационна система е компютърна програма или базирано в интернет приложение, даващо достъп до база данни от документи, най-вече с юридическа насоченост. В България съществуват няколко системи от този тип. Те са комерсиални продукти и за ползването им се налага да се заплати парична сума за абонаментен или еднократен достъп. Наличен е свободен достъп до Държавен вестник в интернет, чието съдържание в голяма част се съдържа и в правно-информационните системи. Съществен недостатък на Държавен вестник пред системите е, че при промяна на текст във вече обнародван нормативен акт в предишен брой, в Държавен вестник се публикуват само отделните части, които се променят (твърде неудобно за четене), докато правно-информационните системи нанасят промените върху целия текст, което позволява прочитането на даден нормативен акт в смислово единство. Електронната форма на правно-информационните системи позволяват бързо търсене, наличие на хиперлинкове, сравняване на две верси и т.н.

## Обем и структура на информацията
Различните производители на такива системи поддържат различен обем и тип документи, но базите на правно-информационните системи основно съдържат:
Тип информация

(примерна подредба)
- Всички действащи и отменени Нормативни актове (обнародваните в Официален раздел на Държавен вестник)
- Държавен вестник (Официален раздел и Неофициален раздел)
- Експертни коментари, анализи, съдебна практика
- Формуляри, бланки, данъчни и други калкулатори, календари със задължителни срокове
- Правни процедури
- Легални дефиниции и юридически речници

Нормативните актове в правно-информационните системи са групирана по няколко основни критерия:
Нормативни актове по вид:

(примерна подредба)
- Конституция на Република България
- Международноправни Актове
- Кодекси
- Закони
- Законопроекти
- Закони за ратификация
- Укази
- Постановления
- Правилници
- Наредби
- Тарифи, списъци, таблици
- Национални стандарти
- Инструкции
- Актове за изменение, допълнение и отмяна

Нормативни актове по органи, които са ги издали:

(примерна подредба)
- Актове на Президента
- Актове на Народното събрание
- Актове на Конституционния съд
- Актове на МС
- Министерства
- Министър на държавната администрация
- Централна избирателна комисия
- Кореспонденция на МФ
- Кореспонденция на МТСП
- Българска народна банка
- Комисия за финансов надзор
- Комисия за защита на конкуренцията
- Общински съвети
- Национална агенция за приходите
- Национален осигурителен институт
- Национална здравноосигурителна каса
- Държавна агенция за осигурителен надзор
- Държавен фонд „Земеделие“
- Сметна палата
- Висш съдебен съвет

Нормативни актове по тематика:

(примерна подредба)
- Конституционно право
- Административно право
- Финансово право
- Гражданско право и процес
- Вещно право
- Облигационно право
- Търговско право
- Трудово право
- Наказателно право и наказателен процес
- Екологично право
- Международно право
- Права на човека